# Pandémie de Covid-19 en Ukraine
- 1000–2499 cas confirmés
- 400–999 cas confirmés
- 150–399 cas confirmés
- 70–149 cas confirmés
- 30–69 cas confirmés
- 10–29 cas confirmés
- 4–9 cas confirmés
- 1–3 cas confirmés
- N/A

La pandémie de Covid-19 en Ukraine démarre officiellement le 3 mars 2020. À la date du 18 septembre 2022, le bilan est de 108 955 morts.

## Contexte
Le 12 janvier 2020, l'Organisation mondiale de la santé (OMS) confirme qu'un nouveau coronavirus est à l'origine d'une maladie respiratoire chez un groupe de personnes de la ville de Wuhan, dans la province du Hubei en Chine, qui avait déjà attiré l'attention de l'OMS le 31 décembre 2019,.
Contrairement au syndrome respiratoire aigu sévère (SRAS) de 2003, le taux de létalité de la Covid-19 est beaucoup plus faible, mais la transmission est significativement plus élevée, avec un nombre total de décès important.

## Déroulement
Début 2020, alors que l'épidémie de Covid-19 a commencé dans la province du Hubei, en Chine, les autorités ukrainiennes organisent le rapatriement de leurs ressortissants, comme de nombreux autres États. 45 Ukrainiens et Ukrainiennes, accompagnés de 27 de leurs proches d'autres nationalités, sont transportés en avion depuis Wuhan le 20 février, et conduits au sanatorium de la garde nationale de l'Ukraine à Novi Sanzhary où ils doivent observer une quarantaine de deux semaines. Leur arrivée rencontre les protestations des habitants qui donnent lieu à des scènes de violence.
Le premier cas de contamination en Ukraine est détecté le 3 mars 2020.
L'Ukraine ferme alors tous ses établissements scolaires. Le 13 mars, alors que le pays compte un mort et trois cas et que ses structures hospitalières sont insuffisantes, le gouvernement décide de fermer ses frontières à tous les étrangers. Les Ukrainiens voulant rentrer doivent se soumettre à une quarantaine s'ils ont séjourné dans un pays à risque. Le gouvernement décide le même jour de suspendre toutes les liaisons aériennes à partir du 17 mars.
La laure des Grottes de Kiev, important monastère orthodoxe d'Ukraine, devient l'un des principaux foyers de contamination du pays avec plusieurs dizaines de moines infectés. En mars, alors que des mesures de confinement étaient imposées par les autorités, le métropolite Paul, supérieur du monastère, avait appelé les fidèles à « se précipiter dans les églises », à n’avoir « peur de rien » et à se donner des « accolades ».

## Propagation et lutte

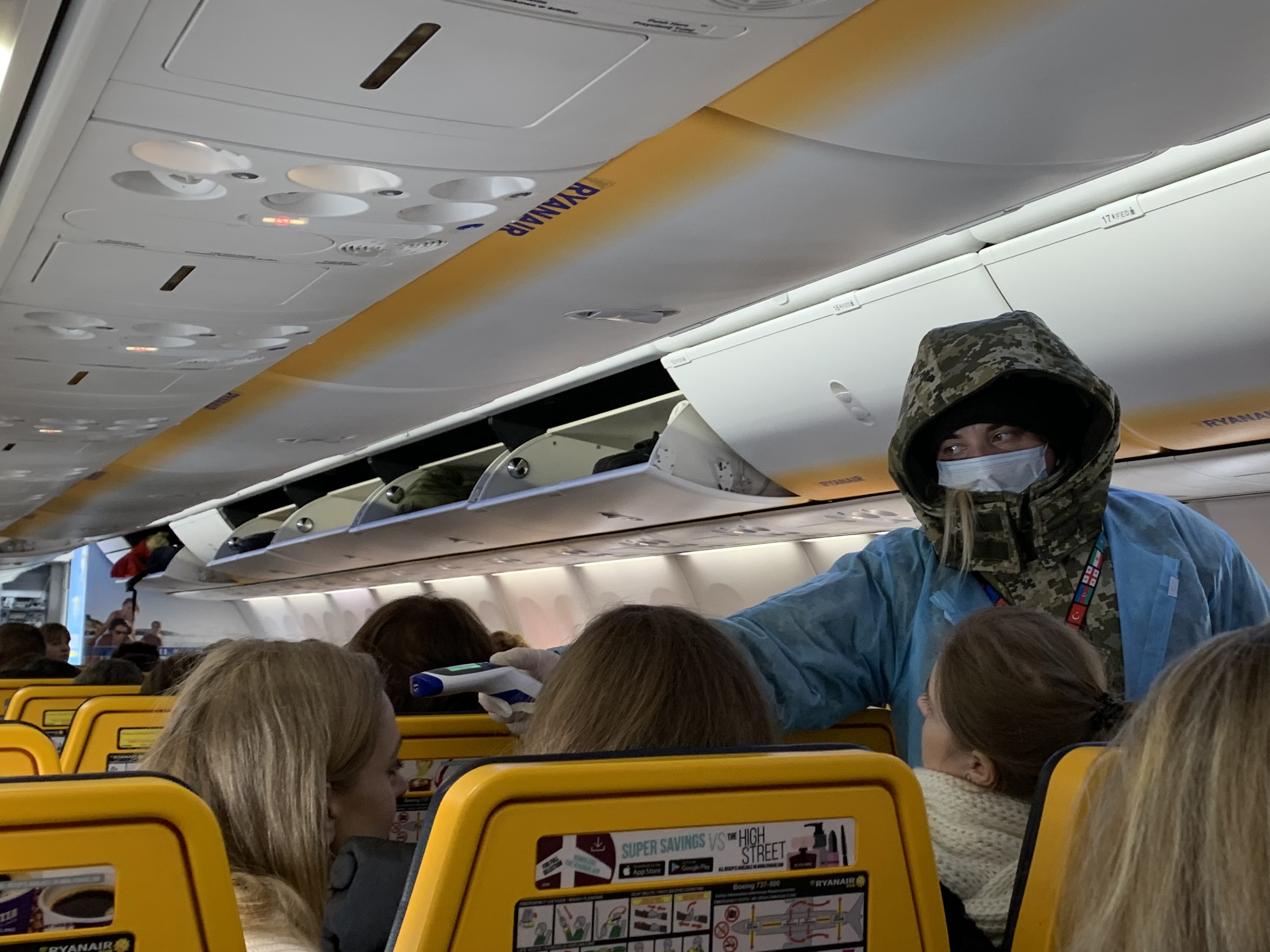
Personnel contrôlant la température corporelle des passagers d'un avion à l'aéroport de Kiev-Boryspil.

Le 12 mars 2020, les centres commerciaux, salles de sport, restaurants et cafés sont fermés.
Le transport routier interurbain et interrégional est suspendu. Les points de passage pour les services publics, ferroviaires et de bus sont fermés le 17 mars. Le retour au pays se fait pour les citoyens ukrainiens en voiture, à pied, ou grâce à certains vols occasionnels spécialement affrétés.
Le 25 mars, l'Ukraine déclare le mode d'urgence national de trente jours et prolonge les mesures de quarantaine jusqu'à la même date.
Le gouvernement ukrainien instaure de nouvelles mesures préventives le 1er avril pour lutter contre la propagation du coronavirus : obligation de mettre le masque dans les espaces publics, interdiction de sortie hors de la demeure pour les moins de 16 ans sauf accompagnés par un tuteur, et sauf en cas d'urgence, il est interdit de se déplacer en binôme. Les rassemblements de plus de dix personnes sont interdits et les promenades dans les espaces verts de récréation ou dans les forêts et côtes maritimes sont abolies sauf pour promener des animaux de compagnie.
Le 13 avril, alors que le pays dénombre 3 102 malades déclarés depuis le début de la pandémie et 93 décès, le président Volodymyr Zelensky promet un million de dollars aux scientifiques ukrainiens si ces derniers trouvent un vaccin contre la Covid-19.
Le ministère de la Santé avertit en novembre que le pays est « proche d'une catastrophe » sanitaire en raison de la propagation rapide du virus. Le système de santé ukrainien est délabré et manque de personnel.
Le gouvernement décide en février 2021 d'interdire l'utilisation du vaccin russe Spoutnik V.
L'invasion de l'Ukraine par la Russie en 2022 affecte la pandémie de Covid-19 en Ukraine. Le 2 mars 2022, six jours après le début de la guerre, l'Organisation mondiale de la santé (OMS) alerte sur ses conséquences sur la pandémie. Les déplacements de population fuyant les combats sont de nature à accroître les risques de transmission du virus. Des hôpitaux ont été pris pour cible par les forces armées russes, et certaines villes ne sont plus approvisionnées. En particulier, le pays fait face à une pénurie d'oxygène médical, avec au moins trois usines de production mises à l'arrêt par la guerre.

## Statistiques

Nombre de cas en Ukraine depuis le début de l'épidémie.

Nombre de morts en Ukraine depuis le début de l'épidémie.